# File Commander
Der File Commander ist ein  Dateimanager.
Es existieren mit dem File Commander/2 für OS/2 (FC/2), File Commander/L für Linux (FC/L) sowie File Commander/W für Windows (FC/W) unterschiedliche Programme für unterschiedliche  Betriebssysteme. Sie sind Klone des MS-DOS-Programms Norton Commander und in ihrem Look and Feel dem Original sehr ähnlich. Als Dateimanager erlauben sie das Kopieren, Löschen, Umbenennen oder Suchen von Dateien und Verzeichnissen unter OS/2 sowie unter den Windows-Versionen ab NT und 9x. Das Programm wird als Shareware vertrieben.
Entwickelt wird das Programm seit 1993 (Version 0.1) von Brian Havard, einem australischen Programmierer. Geschrieben wurde es ursprünglich nur für das Betriebssystem OS/2. Seit Version 1.51 im Jahr 1997 gab es erstmals parallel dazu auch eine Windows-Version. Seit Version 2.40 werden zudem Versionen für 64-Bit-Versionen von Windows und verschiedene Linux-Distributionen angeboten.
File Commander beherrscht Komprimierungsfunktionen mit den separat zu installierenden Programmen Zip, RAR, LHarc (lzh) und dessen Nachfolger LHa, ARJ, ACE, HA, GZip, bzip2, tar, und 7z. Sowohl sein integrierter Editor als auch der integrierte Viewer beherrschen die Syntaxhervorhebung und Unicode-Text-Dateien. Auch können die Datei- und Verzeichnisnamen abhängig von bestimmten Eigenschaften in verschiedenen Farben dargestellt werden. In allen Versionen werden auch lange Dateinamen unterstützt.
Die aktuelle Version stammt bereits aus dem Jahre 2011, das Programm wird aber weiter entwickelt und als Development Version zum Download zur Verfügung gestellt.